# WAB He 2/2 59–63
Die He 2/2 59–63 der Wengernalpbahn (WAB) sind elektrische Zahnradlokomotiven für Gleichspannung von 1’500 Volt und eine Spurweite von 800 mm. Sie wurden in den Jahren 1911 und 1912 als Ergänzung des Fahrzeugparks an elektrischen Lokomotiven beschafft, um auch an Tagen mit hohem Verkehrsaufkommen weitgehend auf die noch vorhandenen Dampflokomotiven verzichten zu können. Als Vorbild dienten die zuvor beschafften und weitgehend baugleichen Lokomotiven He 2/2 51–58.
Bei den Maschinen mit zwei Laufachsen und zwei Triebzahnrädern handelt es sich um reine Zahnradlokomotiven. Die beiden Triebzahnräder, für das Zahnstangensystem Riggenbach-Pauli und Von Roll, sind nicht auf den Laufachsen angebracht, sondern unmittelbar neben den Laufachsen gegen die Fahrzeugmitte. Der mechanische Teil stammt von der Schweizerischen Lokomotiv- und Maschinenfabrik (SLM) in Winterthur, die elektrische Ausrüstung von der Elektrizitätsgesellschaft Alioth (EAG), umgangssprachlich Alioth, in Münchenstein. Für die Talfahrt haben die Lokomotiven als Beharrungsbremse eine selbsterregte elektrische Widerstandsbremse, die eine Fahrt mit gesenktem Stromabnehmer ermöglicht.
Charakteristisch für die langlebigen Maschinen ist der kantige Lokomotivkasten mit den beidseitigen, rechteckigen Maschinenraumfenstern ohne Umfassung mit Deckleisten und einem mächtigen Stromabnehmer mit zwei Schleifstücken, der mit damaligen, wie auch heute gängigen Modellen, wenig gemeinsam hat. Erst nach 1960 erhielten die Lokomotiven Pantografen üblicher Bauart mit Doppelwippe. Es ist üblich, das die Lokomotiven bei schönem Wetter und den damit verbundenen höheren Temperaturen mit abgedrehten talseitigen Frontfenster, diese besitzen dazu eine mittige Drehhalterung, wie auch mit offenen Führerstandstüren im Einsatz sind. Dies dient zur besseren Kühlung des Führerstandes und des Maschinenraumes.
Die 5’740 mm langen Lokomotiven mit einem Dienstgewicht von rund 16 t verkehren mit ihren 300 PS auf Steigungen (Neigungen) bis 250 ‰ in der Regel mit zwei Vorstellwagen, auf Steigungen bis rund 190 ‰ in der Regel mit drei Vorstellwagen. Sie erreichen dabei bei der Bergfahrt eine Geschwindigkeit von rund 10 bis 11 km/h, abhängig von der Belastung und der effektiven Fahrdrahtspannung. Bei der Talfahrt ist die Geschwindigkeit aus Sicherheitsgründen auf 12 km/h limitiert.
Die He 2/2 59 bis 63 dienten anlässlich der 1914 erfolgten Elektrifikation der Schynige Platte-Bahn als Vorbild für die weitgehend baugleich beschafften Elektrolokomotiven He 2/2 11–14.
Alle Lokomotiven aus dieser Serie wurden ab den 1960er Jahren erst in der Sommersaison an die Schynige Platte-Bahn vermietet und dann verkauft. Alle fünf Lokomotiven sind dort betriebsfähig erhalten geblieben. Die He 2/2 59 als He 2/2 19 Flühblume, die He 2/2 60 als He 2/2 20 Edelweiss dann Gsteigwiler, die He 2/2 61 als He 2/2 61 Enzian, die He 2/2 62 als He 2/2 62 Alpenrose und die He 2/2 63 als He 2/2 63 Silberdistel.